# Toporowo (obwód pskowski)
Toporowo (ros. Топорово) – wieś (ros. деревня, trb. dieriewnia) w zachodniej Rosji, w wołoscie Pożeriewickaja (osiedle wiejskie) rejonu diedowiczskiego w obwodzie pskowskim.

## Geografia
Miejscowość położona jest nad rzeką Toporowo, przy drodze regionalnej 58K-018 (Porchow – Łoknia), 22 km od centrum administracyjnego osiedla wiejskiego (Pożeriewicy), 33 km od centrum administracyjnego rejonu (Diedowiczi), 106 km od stolicy obwodu (Psków).

## Demografia
W 2010 r. miejscowość zamieszkiwało 20 osób.